# WWF Women's Tag Team Championship
Il WWF Women's Tag Team Championship è stato un titolo di wrestling per la categoria di coppia femminile della World Wrestling Federation, attivo dal 1983 al 1989.
Nel 2019 venne creato il WWE Women's Tag Team Championship, che però non ha nulla in comune con il WWF Women's Tag Team Championship.

## Albo d'oro
| Legenda  | Legenda |
| -------- | --- |
| #        | Indica il numero del regno titolato |
| Regno    | Viene indicato il numero del regno dei campioni |
| Data     | La data in cui il titolo è stato vinto; nel caso il titolo è stato vinto in un evento registrato viene indicata anche la data della messa in onda                                |
| Località | La città in cui il titolo è stato vinto |
| Evento   | L'evento dove ha conquistato il titolo |
| Note     | Vengono inserite informazioni come cambio di nome del titolo o cambio della cintura, oltre a specificare in quale incontro (diverso da un match singolo) il titolo è stato vinto |
| Fonti    | Fonti che ne attestino la veridicità |

| # | Team                                                  | Regni | Data             | Giorni | Località                 | Evento       | Note | Fonti |
| - | ----------------------------------------------------- | ----- | ---------------- | ------ | ------------------------ | ------------ | --- | ----- |
| 1 | Princess Victoria e Velvet McIntyre                   | 1     | 13 maggio 1983   | 574    | Calgary                  | House Show   | Victoria e Velvet erano le detentrici dell'NWA Women's World Tag Team Championship e vennero riconosciute come prime campionesse femminili di coppia nella World Wrestling Federation. |       |
| 2 | Desiree Petersen e Velvet McIntyre                    | 1     | 7 dicembre 1984  | 237    | Pittsburgh, Pennsylvania | House Show   | Desiree Petersen prese il posto di Princess Victoria, infortunatasi gravemente al collo il 1º settembre 1984.                                                                          |       |
| 3 | The Glamour Girls (Judy Martin e Leilani Kai)         | 1     | 1º agosto 1985   | 906    | Il Cairo                 | House Show   | |       |
| 4 | Jumping Bomb Angels (Itsuki Yamazaki e Noriyo Tateno) | 1     | 24 gennaio 1988  | 136    | Hamilton                 | Royal Rumble | In un 2-out-of-3 Falls match vinto per 2-1. |       |
| 5 | The Glamour Girls (Judy Martin e Leilani Kai)         | 2     | 8 giugno 1988    | 251    | Ōmiya-ku                 | House Show   | Le Glamour Girls vinsero il match per count-out. |       |
| — | Ritirato                                              | —     | 14 febbraio 1989 | —      | —                        | —            | Il titolo venne abbandonato nel 1989. |       |

## Lista combinata dei regni

### Team
| # | Team                                                  | Regni | Giorni combinati |
| - | ----------------------------------------------------- | ----- | ---------------- |
| 1 | The Glamour Girls (Judy Martin e Leilani Kai)         | 2     | 1.157            |
| 2 | Princess Victoria e Velvet McIntyre                   | 1     | 574              |
| 3 | Desiree Petersen e Velvet McIntyre                    | 1     | 237              |
| 4 | Jumping Bomb Angels (Itsuki Yamazaki e Noriyo Tateno) | 1     | 136              |